# مدیانا دبولتویا
مدیانا د بلتیا دهستانی در استان آبیلای اسپانیا است.
در این دهستان ۱۱۶ نفر زندگی می‌کنند. مساحت این دهستان ۱۸٫۴۲ کیلومتر مربع است.